# All Around the World (canción de Oasis)
«All Around the World», compuesta por Noel Gallagher para su banda Oasis, se encuentra tanto en el álbum Be Here Now de 1997 como en el sencillo de mismo título de 1998. La canción fue compuesta a principios de la década de 1990, pero Noel no pudo terminar la versión correcta hasta 1996. 
Con arreglo de cuerdas y pandereta, el tema es la base del tercer álbum de la banda. All around the world dura 9 minutos y 38 segundos. Con un video al estilo Yellow Submarine de The Beatles la canción alcanzó el puesto 1 en el Reino Unido. Los lados b que se encuentran en el sencillo son, "The Fame", "Flashbax" y la versión de los Rolling Stones, Street Fighting Man. Años después de ese comentario, el tema es visto como una de las mejores obras de la banda de Mánchester.
Mark Feltham en la armónica. Las exesposas de Noel y Liam, Meg Matthews y Patsy Kensit, respectivamente, acompañan la canción con sus voces.

## Lista de canciones
CD sencillo (CRESCD 282), Casete Indonesia (665362 4)

| N.º   | Título                 | Duración |  |
| 1.    | «All Around The World» | 9:38     |  |
| 2.    | «The Fame»             | 4:35     |  |
| 3.    | «Flashbax»             | 5:07     |  |
| 4.    | «Street Fighting Man»  | 3:54     |  |
| 23:14 |                        |          |  |

Vinilo de 12" (CRE 282T), CD promocional Estados Unidos (ESK 41102)

| N.º   | Título                 | Duración |  |
| 1.    | «All Around The World» | 9:38     |  |
| 2.    | «The Fame»             | 4:35     |  |
| 3.    | «Flashbax»             | 5:07     |  |
| 19:20 |                        |          |  |

Vinilo de 7" (CRE 278)

| N.º   | Título                           | Duración |  |
| 1.    | «All Around The World» (7" Edit) | 6:59     |  |
| 2.    | «The Fame»                       | 4:35     |  |
| 11:34 |                                  |          |  |

Sencillo en CD Europa (HES 665269 5)

| N.º   | Título                 | Duración |  |
| 1.    | «All Around The World» | 9:38     |  |
| 2.    | «Flashbax»             | 5:07     |  |
| 3.    | «The Fame»             | 4:35     |  |
| 19:20 |                        |          |  |

Sencillo en CD cardsleeve (HES 665269 1), Casete (CRECS 282)

| N.º   | Título                 | Duración |  |
| 1.    | «All Around The World» | 9:38     |  |
| 2.    | «The Fame»             | 4:35     |  |
| 14:13 |                        |          |  |

CD promocional Estados Unidos y México (ESK 3619)

| N.º   | Título                              | Duración |  |
| 1.    | «All Around The World» (Radio Edit) | 4:51     |  |
| 2.    | «All Around The World» (Video Edit) | 7:00     |  |
| 3.    | «All Around The World» (LP Version) | 9:17     |  |
| 21:08 |                                     |          |  |

CD promocional Reino Unido #1 (CCD282X), Vinilo promocional de 12" (CCD282X)

| N.º   | Título                 | Duración |  |
| 1.    | «All Around The World» | 9:44     |  |
| 2.    | «Street Fighting Man»  | 3:50     |  |
| 13:34 |                        |          |  |

CD promocional Reino Unido #2 (CCD 282)

| N.º  | Título                        | Duración |  |
| 1.   | «All Around The World» (Edit) | 4:51     |  |
| 4:51 |                               |          |  |

VHS promocional (none)

| N.º  | Título                               | Duración |  |
| 1.   | «All Around The World» (Music Video) | 7:03     |  |
| 7:03 |                                      |          |  |

- Datos: Q151760